# 아키디아누스 브리에르레이
아키디아누스 브리에르레이는 아키디아누스속에 속하는 한 종이다.